# Сид (Корнель)
«Сид» (фр. Le Cid) — театральная пьеса (трагикомедия) в стихах Пьера Корнеля. Первое представление «Сида» имело место в декабре 1636 или в январе 1637 года.

## История создания и постановки
Трагедию «Сид» (которую сам он определял как «трагикомедию», подчёркивая счастливый финал, невозможный для трагедии) Корнель написал в 1636 году, находясь в Руане. Главным героем пьесы стал герой испанской Реконкисты Родриго Диас, известный как Сид Кампеадор, а в качестве литературного материала для обработки Корнель использовал испанские романсы и драму испанца Гильена де Кастро «Юность Сида». Из этой пьесы он позаимствовал 72 лучших стиха (Литературная энциклопедия указывает, что подобные заимствования в эпоху классицизма не были исключительным явлением).
Первая постановка «Сида» была осуществлена в Театре Маре (фр. Théâtre du Marais) в декабре 1636 года (по другим источникам, в январе следующего года).

## Действующие лица
- Дон Родриго, сын дона Дьего и возлюбленный Химены. Имя «Сид» будет упомянуто королём и инфантой по отношению к Родриго только в IV и V актах.
- Химена, дочь дона Гомеса и возлюбленная дона Санчо и дона Родриго, в последнего она влюблена сама.
- Дон Гомес, граф Гормас, отец Химены.
- Дон Дьего, отец дона Родриго.
- Донья Уррака, инфанта кастильская (тайно влюблена в Родриго).
- Дон Фернандо, первый король кастильский.
- Дон Санчо, влюбленный в Химену.
- Эльвира, воспитательница Химены.
- Леонор, воспитательница инфанты.
- Дон Ариас и дон Алонсо, кастильские дворяне.

## Сюжет
Дон Родриго, влюблённый в Химену, дочь графа Гормаса, вынужден вызвать на поединок отца возлюбленной, тяжко оскорбившего его собственного отца — дона Диего, — дав тому пощёчину. Выбор между любовью и сыновним долгом Родриго делает в пользу последнего и убивает Гормаса на поединке. Теперь уже Химена оказывается перед выбором: она по-прежнему любит Родриго, но смерть отца взывает о мести. Как и Родриго, Химена ставит долг выше любви и требует у короля смерти возлюбленного.
Трагическую развязку предотвращает ночное нападение сарацин, которое отбивает отряд во главе с Родриго. Король, впечатлённый его верностью и патриотизмом, решает заменить казнь поединком между Родриго и защитником Химены — доном Санчо. Победитель поединка должен получить руку Химены. Когда после поединка проигравший Санчо предстаёт перед Хименой с этим известием, она, будучи уверена в том, что Родриго убит, выдаёт свои истинные чувства к нему. После этого она вынуждена отказаться от мести, и король даёт разрешение на свадьбу.

## Образы и конфликт
«Сид» — первая пьеса во французской литературе, в которой раскрыт основной конфликт, занимавший писателей эпохи классицизма, — конфликт между долгом и чувством. Хотя выбор герои последовательно совершают в пользу долга, Корнель стал первым, кто показал связанные с ним душевные муки, которые отражены в словах Химены: 
Увы! Моей души одна из половин
Другою сражена, и страшен долг, велевший,
Чтоб за погибшую я мстила уцелевшей.
Конфликт между честью и личным счастьем Корнель разрешает, вводя идею ещё более высокого долга, чем долг родовой чести, — долга перед страной, перед монархом, который в «Сиде» трактуется как единственно подлинный. Выполнение этого долга превращает Родриго в национального героя, над которым не властны обычные феодальные этические нормы, которые сменяет государственная необходимость.
Образы «Сида» также характерны для классицизма, вызывая восхищение и преклонение своей героической цельностью. Такой стиль изображения персонажей одной краской — либо полностью положительными, либо негодяями без единой светлой черты — типичен для всего творчества Корнеля, а создание образов рыцарей без страха и упрёка диктовалось историческим периодом, который в тот момент переживала Франция, нуждавшаяся в образцовых героях.

## Критика
Хотя основные требования канонов французского классицизма в «Сиде» были соблюдены, Корнель творчески переосмыслил их, создав в итоге первое великое театральное произведение в этом стиле. Так, принцип «единства дворца» он трактовал как «единство города», а общая продолжительность сценического действия — не сутки, а 30 часов. Эти отступления стали формальным поводом для критики пьесы, среди претензий к которой были также «нескромное» поведение главной героини, побочная сюжетная линия влюблённой в Родриго инфанты и неправдоподобное нагромождение событий.
Подлинная причина нападок, однако, лежала в плоскости политики, а не искусства. Выбор испанцев в качестве героев драмы, показывающей их смелыми и благородными людьми, был некстати для кардинала Ришельё — бывшего литературного покровителя молодого драматурга. Ришельё, фактический правитель Франции, вёл с Испанией борьбу за влияние в Европе, и ему не нужна была пьеса, показывавшая испанцев в положительном ключе. Кроме того, непокорный характер главного героя тоже вызывал опасения. Французская академия, основателем которой был Ришельё, с его подачи осудила сюжет и развязку «Сида», отрицательно пьесу оценили и такие драматурги, как Жорж де Скюдери и Жан Мере. Корнель был также обвинён в плагиате из-за заимствований из пьесы Гильена де Кастро. При этом широкая публика приняла пьесу настолько восторженно, что в речь даже вошёл оборот «прекрасно, как „Сид“». Тем не менее, для Корнеля «Сид» стал последней созданной трагикомедией. Он на два года уехал в Руан и вернулся оттуда уже с пьесами, созданными в полном соответствии с каноном классицизма, — трагедиями «Гораций» и «Цинна», а сам «Сид» в переиздании 1648 года уже также именовался трагедией.

### О жанре «Сида»
Сейчас «Сида» обычно называют трагедией, но сам Корнель назвал свою пьесу трагикомедией. Довольно распространено мнение, согласно которому причина – в том, что финал пьесы достаточно благополучный, что якобы нетипично для трагедии. 
Эта версия неверна, поскольку очень многие, или даже большая часть трагедий французского классицизма имеют более или менее благополучный финал. Для примера можно назвать хотя бы трагедии того же Корнеля - «Никомеда» или «Цинну». Обе трагедии (единодушно признаваемыми вершинами французской классики) заканчиваются всеобщим примирением, причем в «Цинне» вообще не погибает никто из персонажей (в «Никомеде» - только второстепенные). 
Причина в другом. (См. Библиотеку всемирной литературы, том «Театр французского классицизма», М, 1970; вступительная статья французского литературоведа Антуана Арно). Трагедия, согласно строгим правилам классицизма, обязана была выдерживать три единства: времени (все события происходят в течение одного дня, от рассвета до заката), места (при одной декорации, в крайнем случае – в разных комнатах одного дворца) и действия. Критики «Сида», с которыми Корнель не мог не считаться, указывали, что в пьесе они выдержаны плохо. 
Однако, как пишет А. Арно, «когда трагикомедия желала подчиняться правилам, она истолковывала их так, как ей было нужно. Единство времени расширялось до 24 часов; единство места не замыкалось одной залой, действие могло происходить в разных местах одного города». Именно так обстоит дело в «Сиде»: действие начинается днем, и заканчивается в середине следующего дня, и т.д. Отсюда – название жанра. 